# Fernando Iório Rodrigues
Fernando Iório Rodrigues (Maceió, 23 juni 1929 - 20 maart 2010) was een Braziliaans bisschop. Rodrigues studeerde filosofie aan de Federale Universiteit van Alagoas en werd in 1953 tot priester gewijd. In 1985 werd hij bisschop van Palmeira dos Índios. In 2006 nam hij ontslag wegens het bereiken van de leeftijdsgrens. Hij overleed op 20 maart 2010.
- Virtual International Authority File: 162150323646509970682